# Fusillés pour l'exemple
Pour plus de détails, voir Fiche technique et Distribution.
Fusillés pour l'exemple est un film documentaire français de Patrick Cabouat et Alain Moreau, diffusé en 2003. Ce film parle de la Première Guerre mondiale (1914-1918) contre les Allemands.

## Synopsis
Entre septembre 1914 et septembre 1918, les conseils de guerre de l'armée française (ordinaires ou spéciaux) auraient prononcé 2400 condamnations à mort de soldats, dont 675 furent effectives. Au niveau européen, la France se situerait après l'Italie, qui a exécuté 750 de ses soldats, et avant la Grande-Bretagne (300 fusillés) et l'Allemagne (une quarantaine d'exécutions de source officielle). 
Le documentaire s'attache à montrer que les condamnations visèrent d'abord des actes individuels tels que les mutilations volontaires, le passage à l'ennemi, la désertion, l'abandon de poste, le recul pendant l'assaut, le délit de lâcheté. Avec l'interminable offensive du Chemin des Dames, les actes de rébellion deviennent collectifs (mutineries) : le refus de certaines divisions de monter à l'assaut est d'autant plus vite réprimé qu'il se double de mots d'ordre pacifistes ou révolutionnaires lancés par des poilus politisés. Le documentaire évoque une possible corrélation entre les défaites militaires et les condamnations prononcées. Mais le nombre de fusillés français après les pertes en hommes du Chemin des Dames et les mutineries de 1917 ne dépasse pas 50 soldats, un chiffre qui reste très nettement inférieur aux exécutions effectives des années 1914 et 1915.
Le film aborde les suites ultérieures de cette affaire : le soutien des associations d'anciens combattants aux familles de soldat fusillé pour l'exemple, après la guerre, le problème de l'accès des historiens aux dossiers des condamnations militaires, la division de la classe politique sur les réhabilitations, inégales suivant les pays. En France, 40 fusillés dont Félix Baudy ont été rétablis dans leur honneur dans les années 1920 ou 1930, aucun en Grande-Bretagne.

## Fiche technique
- Titre : Fusillés pour l'exemple
- Réalisation : Patrick Cabouat
- Préparation : Patrick Cabouat et Alain Moreau
- Production : Program 33
- Pays d'origine : France
- Genre : documentaire
- Durée : 52 minutes
- Date de diffusion : 9 novembre 2003 (France 3)